# Taleh Babayev
Taleh Babayev est un karatéka azerbaïdjanais pratiquant le karaté shokotan.

## Histoire
Taleh Babayev est né à Masalli, en 1975. Il a fait ses études à l'Université de coopération d'Azerbaïdjan.

## Carrière
Il a été champion d'Eurasie (1999, Azerbaïdjan), double champion d'Europe (en Ukraine - 2004; en Turquie - 2004)  et du monde (au Japon - 2007).